# Nho Mẫu đơn
Nho Mẫu đơn (tiếng Nhật: シャインマスカット; tiếng Anh: Shine Muscat) là một giống nho lưỡng bội, là kết quả của sự lai tạo giữa giống Akitsu-21 và 'Hakunan' (V. vinifera) do Viện Khoa học Cây ăn quả Quốc gia (NIFTS) ở Nhật Bản tạo ra vào năm 1988. Nó có quả mọng lớn màu xanh vàng, kết cấu thịt, hương vị, nồng độ chất rắn hòa tan cao và độ axit thấp. Số đăng ký danh pháp là "Nho Nông nghiệp và Lâm nghiệp số 21"「ぶどう農林21号」.